# CRC-карта
CRC-карта (Class-responsibility-collaboration card; с англ. — «карта «Класс-Ответственность-Кооперация»») — метод мозгового штурма, предназначенный для проектирования объектно-ориентированного программного обеспечения. CRC-карты были предложены Уордом Каннингемом и Кентом Беком. Как правило, CRC-карты используются в тех случаях, когда сначала в процессе проектирования ПО определяются классы и способы их взаимодействий.
Содержание CRC-карт:
1. Имя класса
2. Подклассы и суперклассы
3. Обязанности класса
4. Названия других классов, с которыми связан данный класс
5. Автор

Использование малых карточек позволяет минимизировать сложность дизайна. CRC-карты акцентируют внимание дизайнера на сущности класса и скрывают от него детали, рассмотрение которых на данном этапе будет контрпродуктивным. CRC-карты также заставляют дизайнера воздержаться от назначения классу слишком многих обязанностей.

## Пример
| Имя класса                             | Суперкласс |
| -------------------------------------- | ---------- |
| Подклассы Классы, производные от этого |            |
| Ответственность Описание методов       |            |
| Кооперация Связь с другими классами    |            |